# Augustyn Gąsiorowski
Augustyn Gąsiorowski herbu Ślepowron (zm. 1752) – kasztelan bydgoski w latach 1745–1752, starosta radziejowski w latach 1720–1747.

## Rodzina
Syn Macieja, kasztelana inowrocławskiego i Teresy Boglewskiej. Wnuk Andrzeja, kasztelana bydgoskiego.
Poślubił Barbarę Rudnicką, córkę Józefa, starosty bolimowskiego. Z małżeństwa urodziło się pięcioro dzieci: Aniela, późniejsza żona Antoniego Kossowskiego, kasztelana inowłodzkiego; Monika, żona Michała Łubieńskiego, generała adjtutanta dworu królewskiego; Piotr, oberszlejtnant regimentu łanowskiego; Józef, starosta bytomski; Leon, podkomorzy królewski, odznaczony Orderem Świętego Stanisława.

## Pełnione urzędy
Był dziedzicem dóbr majątkowych: Świesz, Lubsin oraz starostą radziejowskim.
Urząd kasztelana bydgoskiego sprawował w latach 1745–1752. 
Jako deputat i poseł na sejm elekcyjny z województwa brzeskokujawskiego podpisał pacta conventa Stanisława Leszczyńskiego w 1733 roku.